# La Fée aux Choux
La Fée aux Choux (pol. Kapuściana wróżka/Wróżka w kapuście) – francuski niemy, czarno-biały film krótkometrażowy z około 1896 roku. Pierwszy film francusko-amerykańskiej pionierki kina Alice Guy, wymieniany też jako pierwsza na świecie produkcja filmowa, która miała fabułę. Opiera się ona na francuskiej opowieści o pochodzeniu dzieci z kapusty. Film przedstawia wróżkę tańczącą w ogrodzie warzywnym, wyciągającą niemowlęta z główek kapusty i oferującą je młodej parze.
Guy nakręciła film w ogrodzie domu Léona Gaumont, swojego pracodawcy. Tło namalował zaprzyjaźniony artysta, kostiumy wypożyczono, a warzywa zostały wykonane z drewna przez stolarza. W filmie zagrali znajomi Guy.
Film ten jest być może pierwszym na świecie filmem fabularnym, nie jest to jednak jednoznaczne – w 1895 roku był już publicznie wyświetlany film braci Lumière Polewacz polany, który również może być uważany za film mający fabułę. Zgodnie z numeracją katalogu Gaumonta, w którym oznaczony jest numerem 370, film powstał około 1905 roku.